# Страта, Тони
То́ни Стра́та (рум. Tony Strata; 7 сентября 2004, Марсель) — румынский футболист, защитник клуба «Аяччо» и молодёжной сборной Румынии.

## Клубная карьера
Тони Страта начал свои первые шаги в футболе в юношеских академиях французских клубов «Эр Бель», «Бюрель» и «Истр». Позже он присоединился к академии «Аяччо», где продолжил своё развитие. В 2022 году он начал выступать за резервную команду «Аяччо», а уже в мае 2023 года дебютировал за основной состав в матче Лиги 1 против «Ренна». В сезоне 2023/24 он стал регулярно выходить на поле в матчах Лиги 2.

## Карьера в сборной
Несмотря на то что Тони родился во Франции, он выбрал представлять Румынию на международной арене. Сначала он выступал за сборную Румынии до 20 лет, сыграв 8 матчей.
В 2024 году дебютировал за молодёжную сборной Румынии в отборочном матче на молодёжный чемпионат Европы 2025 против Черногории.